# 2013 en tennis
| Années du tennis : 2010 - 2011 - 2012 - 2013 - 2014 - 2015 - 2016    |
| Décennies du tennis : 1980 - 1990 - 2000 - 2010 - 2020 - 2030 - 2040 |

Cet article résume les faits marquants de l'année 2013 dans le monde du tennis.

## Faits marquants

### Janvier
5 janvier : l'Espagne remporte la Hopman Cup en battant la Serbie en finale.
6 janvier : Richard Gasquet remporte le 8e titre de sa carrière en battant le Russe Nikolay Davydenko (3-6, 7-6, 6-3) en finale de l'Open de Doha
 20 janvier : Novak Djokovic bat Stanislas Wawrinka (1-6 7-5 6-4 6-7(5) 12-10) en 1/8 de finale de l'Open d'Australie.
  21 janvier : Jo-Wilfried Tsonga bat Richard Gasquet (6-4 3-6 6-3 6-2) en 1/8 de finale de l'Open d'Australie
 23 janvier : Roger Federer bat Jo-Wilfried Tsonga (7-6 4-6 7-6 3-6 6-3) en 1/4 de finale de l'Open d'Australie
 24 janvier Novak Djokovic bat en 1/2 finale de l'Open d'Australie l'Espagnol David Ferrer (6-2, 6-2, 6-1)
 25 janvier Lors de la deuxième 1/2 finale de l'Open d'Australie le Brithanique Andy Murray s'impose (6-4, 6-7, 6-3, 6-7, 6-2) après 4 h de jeu face au Suisse Roger Federer
 26 janvier : Victoire de Victoria Azarenka en finale de l'Open d'Australie en battant en finale la Chinoise Li Na (4-6, 6-4, 6-3). 
 27 janvier : le Serbe Novak Djokovic remporte pour la 4e fois l'Open d'Australie après 3 h 40 de jeu en battant en finale le Britannique Andy Murray (6-7, 7-6, 6-3, 6-2).

### Février
3 février : L'Allemande Mona Barthel s'impose à Paris (7-5, 7-6) face à l'Italienne Sara Errani et remporte l'Open Gaz de France. 

4 février : Après plus de 7 mois d'absence à cause d'une blessure au genou, Rafael Nadal revient à la compétition à l'Open du Chili et se hisse jusqu'en finale du tournoi. 

10 février :  Le Français Richard Gasquet s'impose (6-2, 6-3) lors de l'Open de Montpellier face à son compatriote Benoît Paire. 

17 février : Maria Sharapova perd face à Serena Williams (6-3 6-2) en finale à l'Open de Doha. 

24 février : Jo-Wilfried Tsonga remporte le 10e trophée de sa carrière en gagnant l'Open 13 face au Tchèque Tomáš Berdych (3-6, 7-6, 6-4)

### Mars
17 mars : Rafael Nadal remporte le 53e titre de sa carrière (4-6, 6-3, 6-4) au Masters d'Indian Wells face à l'argentin Juan Martín del Potro

### Avril
21 avril le Serbe Novak Djokovic s'impose (6-2, 7-6) en finale du Masters de Monte-Carlo face à Rafael Nadal. Cette victoire met fin à une série de 8 titres consécutifs de l'Espagnol dans ce tournoi.

27 avril Maria Sharapova bat l'Allemande Angelique Kerber (6-3 2-6 7-5) en 1/2 finale du Grand Prix de Stuttgart. Dans l'autre 1/2 finale Li Na s'impose (6-4, 6-3) face à l'Américaine Bethanie Mattek-Sands.

28 avril Maria Sharapova bat Li Na (6-4 6-3) en finale du Grand Prix de Stuttgart 2013.

### Mai
12 mai : L'Américaine Serena Williams remporte l'Open de Madrid après sa victoire sur la Russe Maria Sharapova (6-1, 6-4).

25 mai : L'Espagnol Albert Montañés s'impose (6-0, 7-6) en finale de l'Open de Nice face au Français Gaël Monfils.

25 mai : La Française Alizé Cornet remporte les Internationaux de Strasbourg (7-6, 6-0) face la Tchèque Lucie Hradecká.

### Juin
4 juin : le Français Jo-Wilfried Tsonga réalise un exploit lors des 1/4 de finale du tournoi de Roland-Garros en éliminant le Suisse Roger federer (7-5, 6-3, 6-3). 

8 juin : victoire de Serena Williams contre Sharapova au tournoi de Roland-Garros.
9 juin : victoire de l'Espagnol Rafael Nadal (6-3, 6-2, 6-3) en finale contre son compatriote David Ferrer au tournoi de Roland-Garros.

### Juillet
6 juillet : La française Marion Bartoli remporte contre toute attente le tournoi de Wimbledon en s'imposant (6-1,6-4), en finale, face à l'allemande Sabine Lisicki. 
7 juillet : Victoire, dans son pays, d'Andy Murray face au serbe Novak Djokovic (6-4, 7-5, 6-4) au tournoi de Wimbledon.

### Août
11 août : Rafael Nadal remporte le Masters du Canada (6-2, 6-2) face au joueur local Milos Raonic.

### Septembre
8 septembre : Victoire de Serena Williams à l'US Open.
9 septembre : victoire de Rafael Nadal à l'US Open.

22 septembre : Gilles Simon remporte la finale 100% française de l'Open de Moselle face à Jo-Wilfried Tsonga (6-4, 6-3).

### Octobre
27 octobre : Serena Williams remporte le Masters de tennis féminin 2013 en battant en finale la Chinoise Li Na (2-6, 6-3, 6-0)
31 octobre: Rafael Nadal bat Richard Gasquet (6-4 6-1) en 1/4 de finale au Masters de Paris-Bercy.

### Novembre
3 novembre : Novak Djokovic bat David Ferrer en finale au Masters de Paris-Bercy 2013 (7-5, 7-5) 
 3 novembre : L'Italie remporte pour la 4e fois de son histoire la Fed Cup en battant en finale la Russie 4 à 0 
 11 novembre : Novak Djokovic bat Rafael Nadal en finale du Masters de tennis masculin 2013 (6-3, 6-4) 
 17 novembre : La République tchèque remporte pour la 2e fois de son histoire la Coupe Davis en battant en finale la Serbie 3 à 2